# Blažovice
Blažovice (en allemand : Bläswitz) est une commune du district de Brno-Campagne, dans la région de Moravie-du-Sud, en République tchèque. Sa population s'élevait à 1 232 habitants en 2020.

## Géographie
Blažovice se trouve à 7 km à l'ouest du centre de Slavkov u Brna, à 14 km à l'est-sud-est de Brno et à 198 km au sud-est de Prague.
La commune est limitée par Tvarožná au nord, par Holubice et Křenovice à l'est, par Zbýšov au sud, et par Jiříkovice à l'ouest.

## Histoire
La première mention écrite de la localité date de 1131.

## Culture Locale et patrimoine
Dans le clocher de l'église la présence d'une plaque commémorative à la mémoire du Colonel François-Louis de Morland blessé mortellement contre la garde Russe au lieu dit "aux vieux vignobles" près de Blažovice le 2 décembre 1805.
Toujours dans l'église une seconde plaque commémorative à la mémoire du Colonel Pierre Castex, commandant du 2e bataillon léger qui fut tué à la tête de ses hommes durant la bataille de Blažovice le 2 décembre 1805.